# Ladislau da Guia
Ladislau Antônio da Guia, ou simplesmente, Ladislau da Guia, (Rio de Janeiro, 27 de junho de 1906 — Rio de Janeiro, 31 de outubro de 1988) foi um futebolista brasileiro que atuou como atacante.
Era irmão de Domingos da Guia e tio de Ademir da Guia.

## Carreira
Foi o primeiro artilheiro "grandalhão" de sucesso no futebol brasileiro. Estreou em 1922 e jogou como centroavante no Bangu até 1940. É o maior artilheiro da história do clube com 222 gols, em 325 jogos, com média de 0,68 gols por jogo, era conhecido como "Ladislau, o Tijoleiro" por conta de seus chutes potentes, chutes estes que ganharam o apelido de “Tijolo quente”, era um chute seco e altamente potente.
Tinha presença constante nas convocações da Seleção Carioca de Futebol, foi convocado para a Copa do Mundo FIFA de 1930, mas preferiu ficar no Bangu.
Foi artilheiro do Campeonato Carioca de 1930, quando marcou 20 gols, e em 1935 quando fez 18 gols liga FMD.
Muito assediado por outros clubes, Ladislau teve passagens relâmpago em outros agremiações:
No começo de 1936, foi contratado pelo Vasco, em excursão ao nordeste do país. Depois, voltou para o Bangu no Campeonato Estadual, em outubro, foi contratado pelo Flamengo  – time pelo qual já havia feito uma excursão ao Uruguai, em 1933. Ficou pouco tempo. Fez 15 jogos e marcou sete gols. Voltou para o Bangu em junho de 1937. Em outubro, foi para o São Paulo, mas atuou em apenas uma partida. Em novembro, já estava de volta ao Bangu. Em 1941, foi atuar no Canto do Rio, em sua última temporada como profissional. Depois, voltou ao Bangu para ser o destaque da equipe de veteranos. Aproveitando-se do físico avantajado e foi trabalhar na Polícia, aposentou-se como agente da Polícia Especial do Exército.

## Títulos
Bangu
- Torneio Início do Rio de Janeiro: 1934 (Primeiro torneio disputado por equipes profissionais)
- Campeonato Carioca: 1933 (Primeiro campeonato disputado por equipes profissionais)

Flamengo
- Torneio Aberto de Futebol do Rio de Janeiro: 1936
- Taça João Vianna Seilir (PR): 1936
- Taça da Paz: 1937

Vasco da Gama
- Torneio Terra e Mar: 1936

Seleção Carioca
Campeonato Brasileiro de Seleções Estaduais: 1931, 1935, 1936, 1938